# Mont Churchill
Pour les articles homonymes, voir Churchill.
Le mont Churchill est un volcan de la chaîne Saint-Élie situé en Alaska, aux États-Unis. Le glacier Klutlan se trouve sur l'une de ses pentes. Il s'élève à 4 766 mètres d'altitude à trois kilomètres du mont Bona.

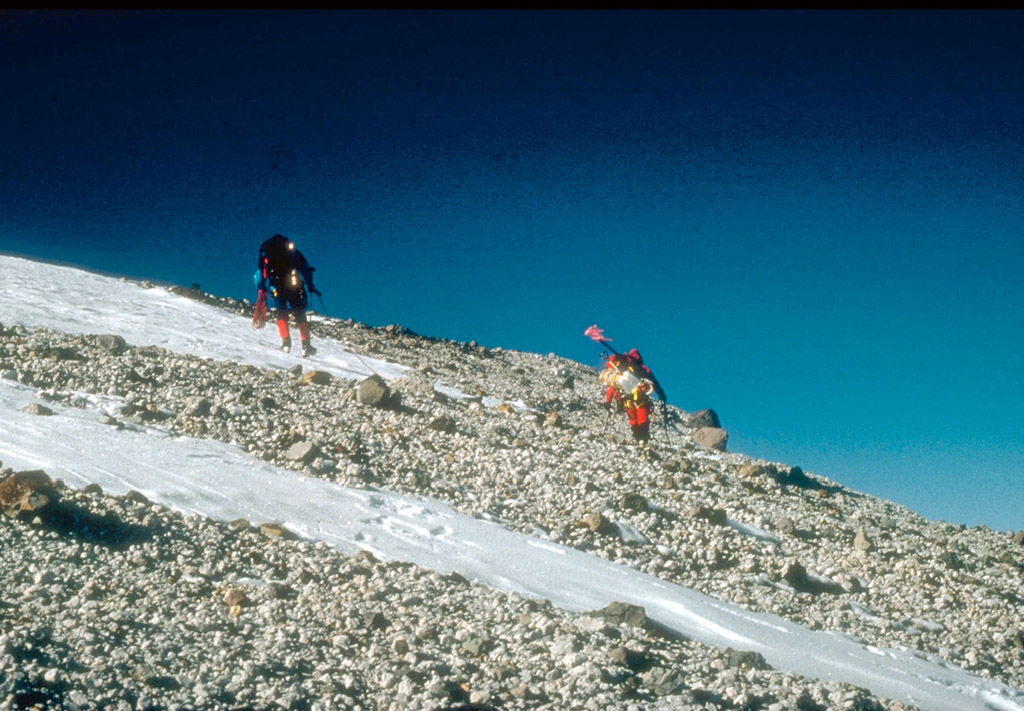
Alpinistes sur le rebord de la caldeira du mont Churchill.